# Angelansaari
Angelansaari är en ö i Finland. Den ligger i Skärgårdshavet och i kommunen Salo i den ekonomiska regionen  Salo i landskapet Egentliga Finland, i den sydvästra delen av landet. Ön ligger omkring 41 kilometer öster om Åbo och omkring 110 kilometer väster om Helsingfors.
Öns area är 44,2 hektar och dess största längd är 1 kilometer i sydöst-nordvästlig riktning. Ön höjer sig omkring 55 meter över havsytan. I omgivningarna runt Angelansaari växer i huvudsak barrskog.